# Japans Grand Prix 1987
Japans Grand Prix 1987 var det femtonde av 16 lopp ingående i formel 1-VM 1987. Detta var det första Japans Grand Prix som kördes sedan säsongen 1977 och det första som kördes på Suzukabanan.

## Resultat
1. Gerhard Berger, Ferrari, 9 poäng
2. Ayrton Senna, Lotus-Honda, 6
3. Stefan "Lill-Lövis" Johansson, McLaren-TAG, 4
4. Michele Alboreto, Ferrari, 3
5. Thierry Boutsen, Benetton-Ford, 2
6. Satoru Nakajima, Lotus-Honda, 1
7. Alain Prost, McLaren-TAG
8. Jonathan Palmer, Tyrrell-Ford
9. Eddie Cheever, Arrows-Megatron (varv 50, bränslebrist)
10. Derek Warwick, Arrows-Megatron
11. Riccardo Patrese, Brabham-BMW
12. Philippe Streiff, Tyrrell-Ford
13. Piercarlo Ghinzani, Ligier-Megatron
14. Yannick Dalmas, Larrousse (Lola-Ford)
15. Nelson Piquet, Williams-Honda (46, motor)

### Förare som bröt loppet
- René Arnoux, Ligier-Megatron (varv 44, bränslebrist)
- Alex Caffi, Osella-Alfa Romeo (43, bränslebrist)
- Roberto Moreno, AGS-Ford (38, elsystem)
- Alessandro Nannini, Minardi-Motori Moderni (35, motor)
- Martin Brundle, Zakspeed (32, motor)
- Andrea de Cesaris, Brabham-BMW (26, motor)
- Teo Fabi, Benetton-Ford (16, motor)
- Christian Danner, Zakspeed (13, motor)
- Ivan Capelli, March-Ford (13, olycka)
- Adrián Campos, Minardi-Motori Moderni (2, motor)
- Philippe Alliot, Larrousse (Lola-Ford) (0, olycka)

### Förare som ej startade
- Nigel Mansell, Williams-Honda (olycka)

## VM-ställning
| Förarmästerskapet 1. Nelson Piquet, Williams-Honda, 73 2. Nigel Mansell, Williams-Honda, 61 3. Ayrton Senna, Lotus-Honda, 57 | Konstruktörsmästerskapet 1. Williams-Honda, 137 2. McLaren-TAG, 76 3. Lotus-Honda, 64 |